# 에두아르트 트리펠
에두아르트 트리펠(독일어: Eduard Trippel, 1997년 3월 26일~)은 독일의 유도 선수이다. 2020년 하계 올림픽에서 남자 -90kg급 은메달을 획득했고 혼성 단체전에서 동메달을 획득했다.